# Hermandad de Cristo Despojado de sus Vestiduras y Compasión de Nuestra Señora

La Hermandad de Cristo Despojado de sus Vestiduras y Compasión de Nuestra Señora fundada en 2007 como cofradía penitencial, es una de las 25 hermandades que hacen los recorridos y estaciones de penitencia que forman la Semana Santa de la ciudad de Zaragoza. Este evento fue declarado de Interés Turístico Nacional en España. .

## Historia
El origen de esta hermandad es la Agrupación Musical Getsemaní de Zaragoza, una asociación músico-cultural que se fundó el 6 de diciembre de 2001. Miembros de dicha agrupación deciden fundar una cofradía para salir en las procesiones de Semana Santa y lo hacen oficialmente el 14 de septiembre de 2003, festividad de la Aponderación de la Santa Cruz y del Cristo de Getsemaní, patrón titular de la agrupación musical.
Ese mismo año el 15 de noviembre se presentan los documentos de la Hermandad al Hermano Mayor de la Sangre de Cristo y unos días después al Arzobispado de Zaragoza. Cuatro años más tarde, el 28 de enero de 2007 se aprobaron sus estatutos en la sede canónica de la Hermandad, la Iglesia de San Juan de los Panetes de Zaragoza.
El día 7 de marzo se entregaron las copias de la documentación original a los presidentes de la Hermandad de la Sangre de Cristo y de la Junta Coordinadora de Cofradías. De este modo, la cofradía estuvo representada en el Pregón de la Semana Santa de 2007, y participó en el Santo Entierro por invitación de la Sangre de Cristo, detrás de la cofradía de Nuestra Señora de la Asunción y Llegada de Jesús al Calvario y delante de la cofradía de la Exaltación de la Santa Cruz, en el orden que les correspondería en la Pasión de Cristo que representa la Hermandad.
Cuando se creó la hermandad se pidió a la Sangre de Cristo el préstamo del antiguo paso del Balcón de Pilatos que está en la Real Capilla de la Iglesia de Santa Isabel de Portugal (Vulgo de San Cayetano) y que actualmente no sale en procesión de Semana Santa. Finalmente no hubo acuerdo sobre las condiciones del contrato y la Hermandad decidió comprar su actual imagen en propiedad.
Aunque su sede canónica es la Iglesia San Juan de los Panetes, su sede social se encuentra en el convento de Santa María de Jerusalén de las hermanas clarisas de Zaragoza.

## Paso y Peana
Cruz Desnuda: esta peana fue hecha en 2018 es una cruz de madera se sabe poco sobre ella

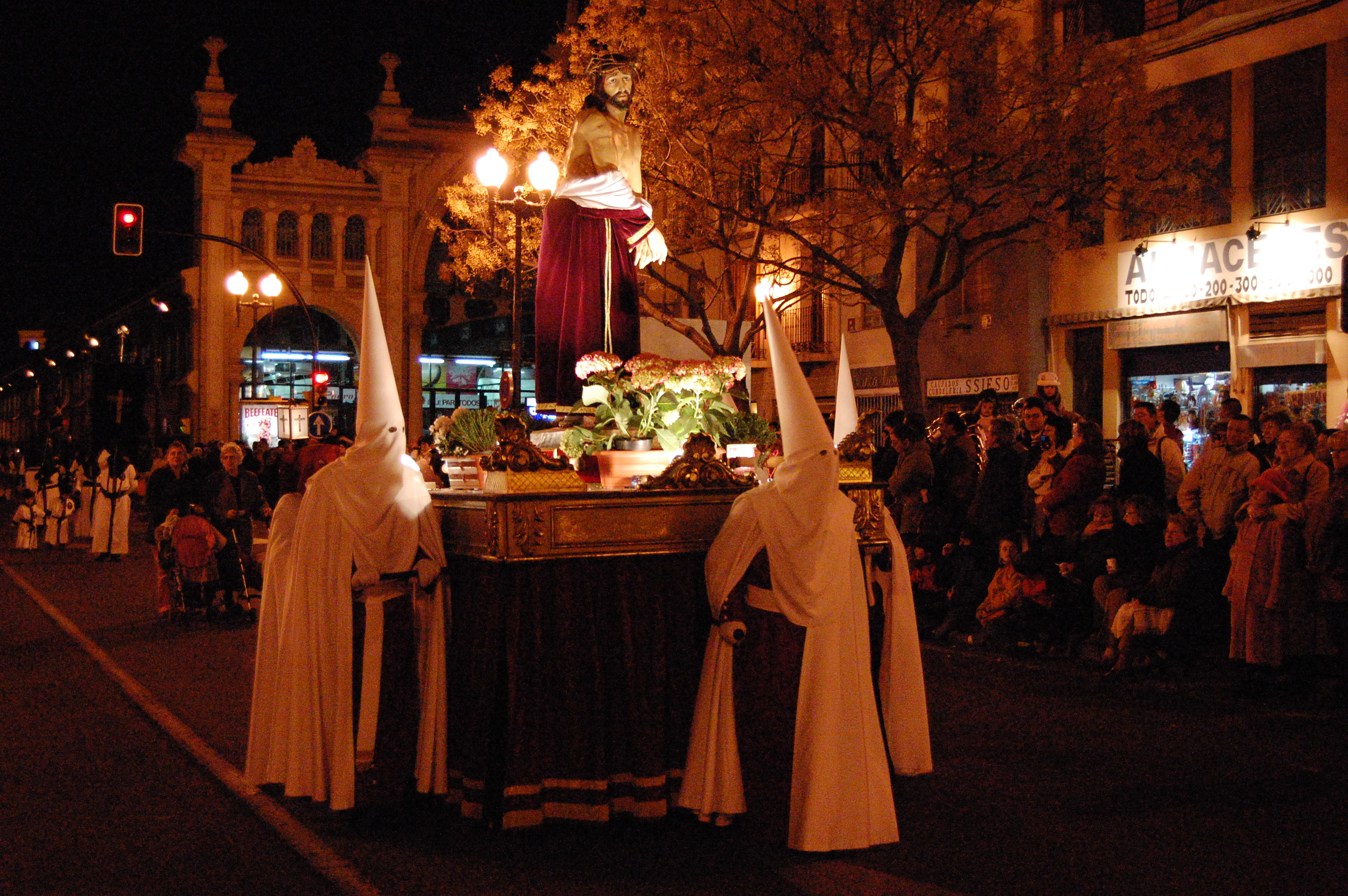
Cristo Despojado

- Cristo Despojado: Obra de estilo barroco realizada por los escultores de Arte Sacro de Madrid sobre fusta de cedro con una altaria de 180 cm. Policromada por el pintor José Soriano. La corona de espinas del Cristo está realizada con espinas naturales. Sus vestidos son de terciopelo granate, abiertos por el pecho representan el instante en que Jesús era despojado de ellos para ser puesto en la Cruz. Este paso es muy reciente, del año 2007, por lo que aún no ha concluido su configuración, y en próximos años se añadirán otras figuras como romanos o hebreos para completar la escena.

## Uniforme y emblema
El hábito de la Hermandad consta de túnica de color granate, los miembros de la sección de instrumentos llevan todos tercerol granate, igual que los portaestandartes y cetreros, y el resto de secciones incluidos portadores de los pasos visten capirote blanco. Todos los cofadres visten capa blanca con el emblema de la Hermandad en el hombro izquierdo.
El emblema es una cruz con una sábana sobre los brazos.

## Sedes
Sede Canónica: Iglesia de San Juan Bautista de los Panetes que está bajo el cuidado de las RR. MM. Misioneras Eucarísticas de Nazaret.
Sede Social: Iglesia de San Juan Bautista de los Panetes